# Егоров, Тихон Георгиевич
Его́ров Ти́хон Гео́ргиевич (17 (29) июня 1891 — 18 марта 1959) — советский психолог и педагог, доктор педагогических наук (1942), профессор. Известный специалист в области чтения. Работы Егорова оставили заметный вклад в развитие детской советской психологии.

## Биография
Родился 17 (29) июня 1891 г. Педагогическую деятельность начал в 1911 году учителем сельского двухклассного училища в Смоленской губернии. В 1922 году оканчивает педагогический факультет Смоленского государственного университета. Примерно с 1926 года вёл научно-педагогическую работу в высшей школе и научно-исследовательских учреждениях.
В 1939 г. защищает кандидатскую диссертацию по теме «Психология ошибочности чтения на разных ступенях обучения», и в сентябре переходит на работу в Ярославский пединститут. С сентября 1939 по сентябрь 1943 года Тихон Георгиевич работает в нём сначала доцентом, потом профессором кафедры педагогики и психологии. В 1942 г. защищает докторскую диссертацию на тему «Психология процесса формирования чтения». Но уже в 1943 Егоров уходит из пединститута.
В 1942—1955 годах заведовал лабораторией труда и производственного обучения Института психологии АПН РСФСР, в 1955—1956 — старший научный сотрудник лаборатории психологии обучения этого института.
Параллельно с этим с 1945 по 1953 гг. заведовал кафедрой психологии в Хлебниковском военно-педагогическом институте, что находился при Хлебниковском военном госпитале. Ещё до окончания войны к этой работе его привлёк начальник управления военными учебными заведениями Министерства обороны, с вручением Егорову звания подполковника.

Могила Егорова на Даниловском кладбище Москвы.

Похоронен на Даниловском кладбище.

## Научная деятельность
За время работы в военно-педагогическом институте помимо подготовки адъюнктов, издал первый учебник по военной психологии специально для армии. Под его руководством вышло несколько букварей. Но главным трудом Егорова стала книга «психология овладения навыком чтения», написанная им в 1953 году, актуальная и переиздаваемая по сей день.
Книги Т. Г. Егорова вошли в обширный список классических работ советских психологов. Современные авторы, учёные и психологи, кто так или иначе занимаются проблемами речи, чтения, опираются на работы Егорова.

## Основные публикации
- Егоров Т. Г. Организация производственного обучения в школах ФЗУ связи / Т. Г. Егоров, Н. А. Рыбников. — М.: Связьтехиздат, 1936. — 88 с.
- Егоров Т. Г. Очерки психологии обучения детей грамоте / Т. Г. Егоров.. — М.: Изд-ва Акад. пед. наук РСФСР, 1950. — 108 с.
- Егоров Т. Г. Вопросы психологии обучения чтению и письму: Труды Ин-та психологии / Под ред. Т. Г. Егорова и Е. В. Гурьянова. — Известия Академии педагогических наук РСФСР; Вып. 42. — М.: Известия Академии пед. наук РСФСР, 1952. — 220 с.
- Егоров Т. Г. Психология: Учеб. пособие для воен. учеб. заведений / д-р пед. наук проф. полк. Т. Г. Егоров ; Воен. пед. ин-т Советской Армии. — М.: Воен. изд-во, 1952. — 207 с.
- Егоров Т. Г. Очерки психологии обучения детей грамоте / Т. Г. Егоров.. — 2-е изд., перераб.. — М.: Учпедгиз, 1953. — 144 с.
- Егоров Т. Г. Психология овладения навыком чтения / Акад. пед. наук РСФСР, Ин-т психологии. — М.: Изд-во Акад. пед. наук РСФСР, 1953. — 264 с.
- Егоров Т. Г. Психология: Учеб. пособие для воен. учеб. заведений / Проф. Т. Г. Егоров. — 2-е изд., доп.. — М.: Воениздат, 1955. — 264 с.
- Егоров Т. Г. Психология: Учебник для пед. училищ / Акад. пед. наук РСФСР. Ин-т психологии. — М.: Учпедгиз, 1958. — 231 с.
- Егоров Т. Г. Katonai pszichológia = военная психология / T. G. Jegorov, ezredes a pedagógiai tudományok doktora ; Ford. Surányi Gábor. — Budapest: Zrinyi kiadó, 1959. — 266 с.
- Егоров Т. Г. Психология овладения навыком чтения / Т. Г. Егоров. — СПб.:: изд-во КАРО, 2006. — 296 с. — ISBN 5-89815-774-3 (В пер.).